# Anton Eriksson
Pour les articles homonymes, voir Eriksson.
Anton Eriksson, né le 5 mars 2000 à Umeå en Suède, est un footballeur international suédois qui évolue au poste de défenseur central à l'IFK Norrköping.

## Biographie

### En club
Né à Umeå en Suède, Victor Eriksson commence le football à l'Ersmarks IK, avant de rejoindre l'IFK Umeå (en) puis le Umeå FC. Il découvre avec ce club la troisième division suédoise, jouant son premier match dans cette compétition le 2 juillet 2016 contre l'IK Brage. Il est titularisé au poste d'arrière droit lors de cette rencontre remportée par son équipe sur le score de trois buts à deux.
Eriksson se fait remarquer le 14 avril 2019 en réalisant son premier doublé, lors d'une rencontre de championnat face au FC Linköping City (en). Titulaire, il délivre également une passe décisive, et permet à son équipe de s'imposer par cinq buts à trois.
Le 7 janvier 2020, Anton Eriksson s'engage en faveur du GIF Sundsvall. Il est notamment recruté pour compenser le départ de Eric Björkander.
Eriksson découvre alors la Superettan, la deuxième division suédoise, jouant son premier match dans cette compétition le 16 juin 2020, lors de la première journée de la saison 2020, contre son ancien club contre le Umeå FC. Il est titularisé et son équipe s'impose par trois buts à un.
Il joue son premier match dans l'Allsvenskan, la première division suédoise, le 3 avril 2022, lors de la première journée de la saison 2022 face à l'IK Sirius. Il est titularisé et son équipe s'incline par deux buts à un.
Le 12 juillet 2022, Anton Eriksson s'engage en faveur de l'IFK Norrköping. Il signe un contrat le liant au club jusqu'en décembre 2026.
Eriksson fait sa première apparition sous ses nouvelles couleurs le 16 juillet 2022, à l'occasion d'une rencontre de championnat contre le Malmö FF. Il est titularisé et son équipe est battue (0-2 score final).

### En sélection
Victor Eriksson joue son premier match avec l'équipe de Suède espoirs le 3 juin 2021, lors d'un match amical contre la Finlande. Il entre en jeu à la place d'Aiham Ousou et son équipe l'emporte par deux buts à zéro.